# Airth
Airth ist eine Ortschaft und Hauptort des gleichnamigen Parishs in der schottischen Council Area Falkirk. Sie liegt etwa sieben Kilometer nördlich von Falkirk und elf Kilometer südöstlich von Stirling nahe dem Ufer des Firth of Forth.

## Geschichte
Spätestens seit dem Jahre 1128 bestand mit der heute nur noch als Ruine erhaltenen Airth Old Parish Church eine Kirche an diesem Ort, welche König David I. dem Kloster Holyrood zuordnete. Bereits im 13. Jahrhundert wurde ein Herrenhaus nahe der Kirche verzeichnet. Mitte des 15. Jahrhunderts fielen die Ländereien in den Besitz des Clans Bruce und das alte Bauwerk brannte wahrscheinlich um 1488 nieder. Das heutige Airth Castle entstand auf den Fundamenten der früheren Festung. Zunächst wurde ein Tower House errichtet, das in den folgenden Jahrhunderten stetig erweitert wurde. William Graham, 7. Earl of Menteith installierte 1633 den Titel Earl of Airth. Die Linie starb jedoch gegen Ende des Jahrhunderts wieder aus.
Der Kern der heutigen Ortschaft stammt aus dem 18. Jahrhundert. Im Rahmen des Zensus 2011 wurden in Airth 1871 Einwohner gezählt. Dies bedeutet eine Zunahme verglichen mit 940 Einwohnern im Jahre 1991.

## Sehenswürdigkeiten

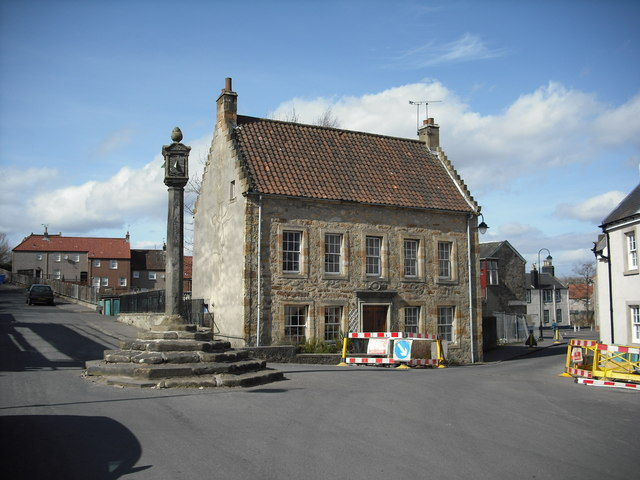
Das Marktkreuz im Zentrum von Airth

Zusammen mit Airth Castle und der Airth Old Parish Church sind in Airth derzeit vier Denkmäler aus der höchsten schottischen Denkmalkategorie A verzeichnet. Hierzu zählt das Marktkreuz von Airth, das Charles Elphinstone, 9. Lord Elphinstone im Jahre 1697 errichten ließ. Auf dem Anwesen Dunmore Park nordwestlich von Airth liegt der markante Dunmore Pineapple, ein Sommerhaus von John Murray, 4. Earl of Dunmore aus dem Jahre 1761.